# 湖南市
湖南市（日语：／ Konan shi */?）是位於日本滋賀縣南部的城市，轄區南側北側皆為山區，主要市區位於中間自東向西流的野洲川沿岸平原。雖然名為「湖南」，但並未與琵琶湖接鄰。

## 人口
| 湖南市人口分布圖 |                                               |  |
| 湖南市與日本全國年齡別人口分布比較圖 （2005年資料） | 湖南市的年齡、男女別人口分布圖 （2005年資料） |  |
| ■紫色是湖南市 ■綠色是全国 | ■藍色是男性 ■紅色是女性                       |  |
| 湖南市人口變化 \| 1970年 \| 18,646人 \| \| \| 1975年 \| 25,333人 \| \| \| 1980年 \| 32,729人 \| \| \| 1985年 \| 39,212人 \| \| \| 1990年 \| 46,093人 \| \| \| 1995年 \| 51,372人 \| \| \| 2000年 \| 53,740人 \| \| \| 2005年 \| 55,325人 \| \| \| 2010年 \| 54,614人 \| \| \| 2015年 \| 54,289人 \| \| \| 2020年 \| 54,460人 \| \| |                                               |  |
| 資料來源：日本總務省統計中心提供之人口普查數據 |                                               |  |
| 1970年 | 18,646人                                      |  |
| 1975年 | 25,333人                                      |  |
| 1980年 | 32,729人                                      |  |
| 1985年 | 39,212人                                      |  |
| 1990年 | 46,093人                                      |  |
| 1995年 | 51,372人                                      |  |
| 2000年 | 53,740人                                      |  |
| 2005年 | 55,325人                                      |  |
| 2010年 | 54,614人                                      |  |
| 2015年 | 54,289人                                      |  |
| 2020年 | 54,460人                                      |  |

## 歷史
現在的湖南市轄區過去在令制國時代屬於近江國甲賀郡，過去曾在此發展出甲賀流忍術。
17世紀江戶時代後分屬幕府直屬領、旗本、水口藩、淀藩、宮津藩、三上藩、膳所藩，而在石部地區過去曾設有屬於東海道五十三次的石部宿。
19世紀末明治維新後，原先的幕府直屬領及旗本領先後改隸屬大津裁判所及大津縣，其他原本屬於各藩的區域則在1871年實施廢藩置縣後，改隸屬水口縣、淀縣、宮津縣、吉見縣、膳所縣；不過在僅四個月之後的府縣整併中，郡內全數區域都被併入大津縣，而大津縣又在一個月後更名為滋賀縣。
1889年日本實施町村制，現在的湖南市在當時分屬石部村、三雲村、岩根村、下田村共四個行政區劃。
1903年石部村先改制為石部町，而三雲村和岩根村在1955年合併為甲西町，下田村接著在1958年也併入甲西町。2004年石部町和甲西町合併為現在的湖南市。

### 變遷表
| 1889年4月1日 | 1889年 - 1912年           | 1912年 - 1944年           | 1945年 - 1954年           | 1955年 - 1989年            | 1989年 - 現在              | 現在                       |
| ------------ | ------------------------- | ------------------------- | ------------------------- | -------------------------- | -------------------------- | -------------------------- |
| 三雲村       | 三雲村                    | 三雲村                    | 三雲村                    | 1955年4月10日 合併為甲西町 | 2004年10月1日 合併為湖南市 | 2004年10月1日 合併為湖南市 |
| 岩根村       |                           |                           |                           | 1955年4月10日 合併為甲西町 | 2004年10月1日 合併為湖南市 | 2004年10月1日 合併為湖南市 |
| 下田村       | 下田村                    | 下田村                    | 下田村                    | 1958年10月1日 併入甲西町   | 2004年10月1日 合併為湖南市 | 2004年10月1日 合併為湖南市 |
| 石部村       | 1903年6月1日 改制為石部町 | 1903年6月1日 改制為石部町 | 1903年6月1日 改制為石部町 | 1903年6月1日 改制為石部町  | 2004年10月1日 合併為湖南市 | 2004年10月1日 合併為湖南市 |

## 交通
國道1號和西日本旅客鐵道草津線沿著野洲川通過轄內，名神高速公路也從轄區北側通過，藉由這些交通路網可以自市內前往滋賀縣內其他地區或是三重縣。
轄內的客運路線則由滋賀交通所經營，同時也有市營的社區巴士湖南市社區巴士。

### 鐵路
- 西日本旅客鐵道
  - 草津線：（←甲賀市） - 三雲車站 - 甲西車站 - 石部車站 - （栗東市→）

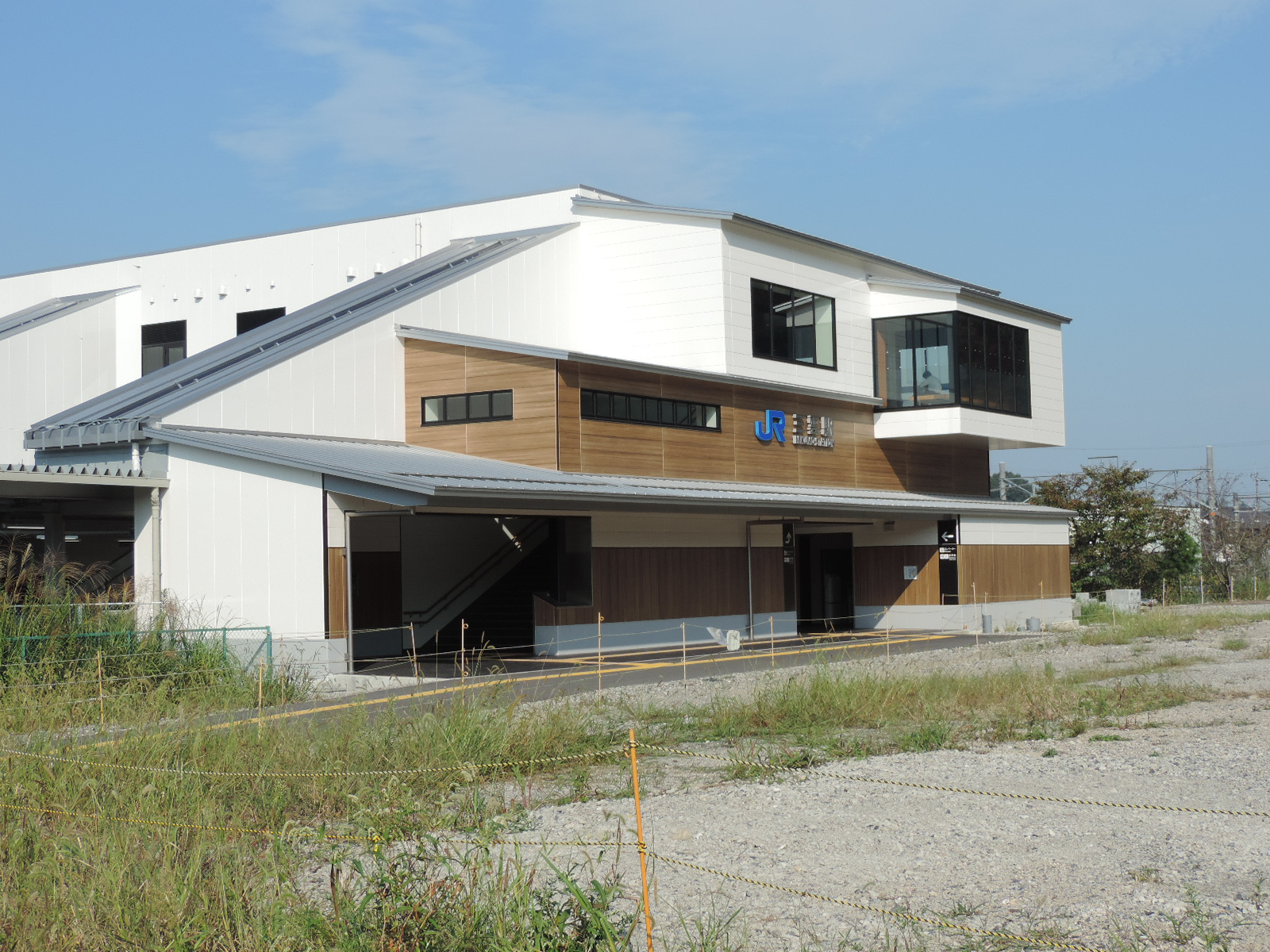
三雲車站
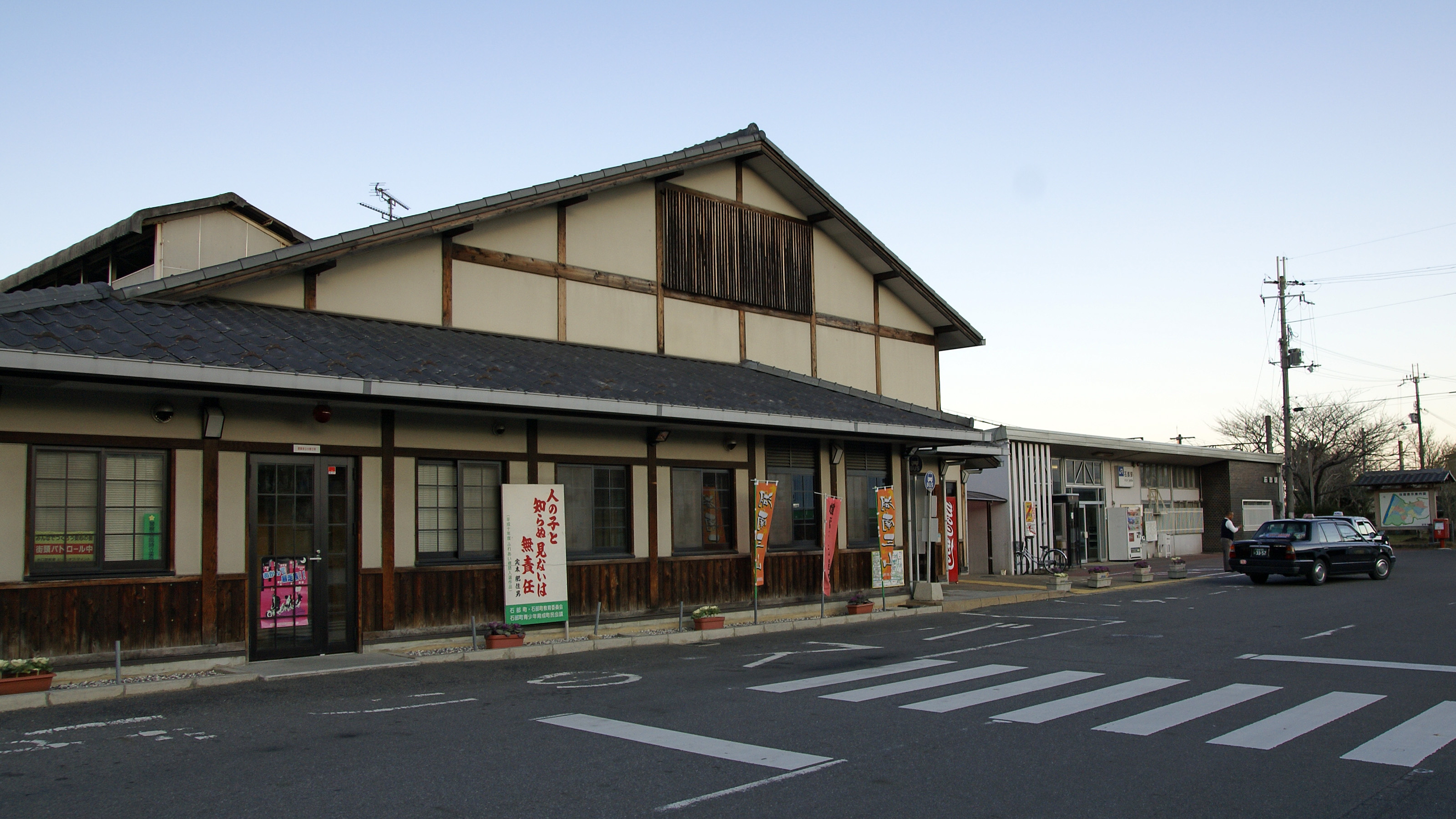
石部車站

### 公路
高速公路
- 名神高速公路：（龍王町） - 菩提寺休息區 - （栗東市）

## 觀光資源
善水寺、長壽寺、常樂寺這三座於8世紀建立的天台宗寺院本堂都已被文化廳列為日本國寶，這三座寺院也被合稱為湖南三山。
石部宿場之里為重現過去江戶時代石部宿的都市公園，除了重現當時的建築、街景，也設有東海道石部宿歴史民俗資料館展出相關歷史資料。

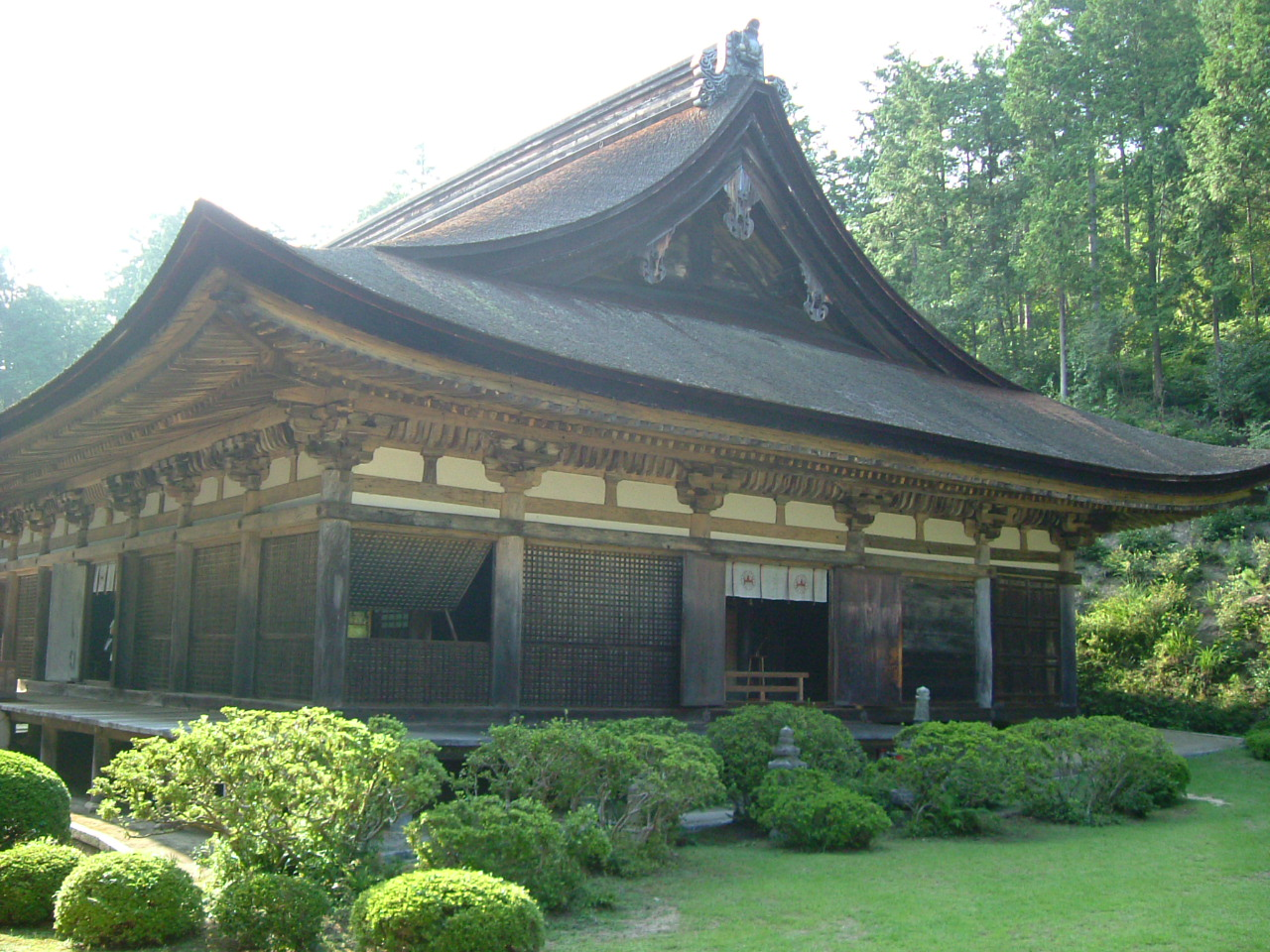
善水寺本堂
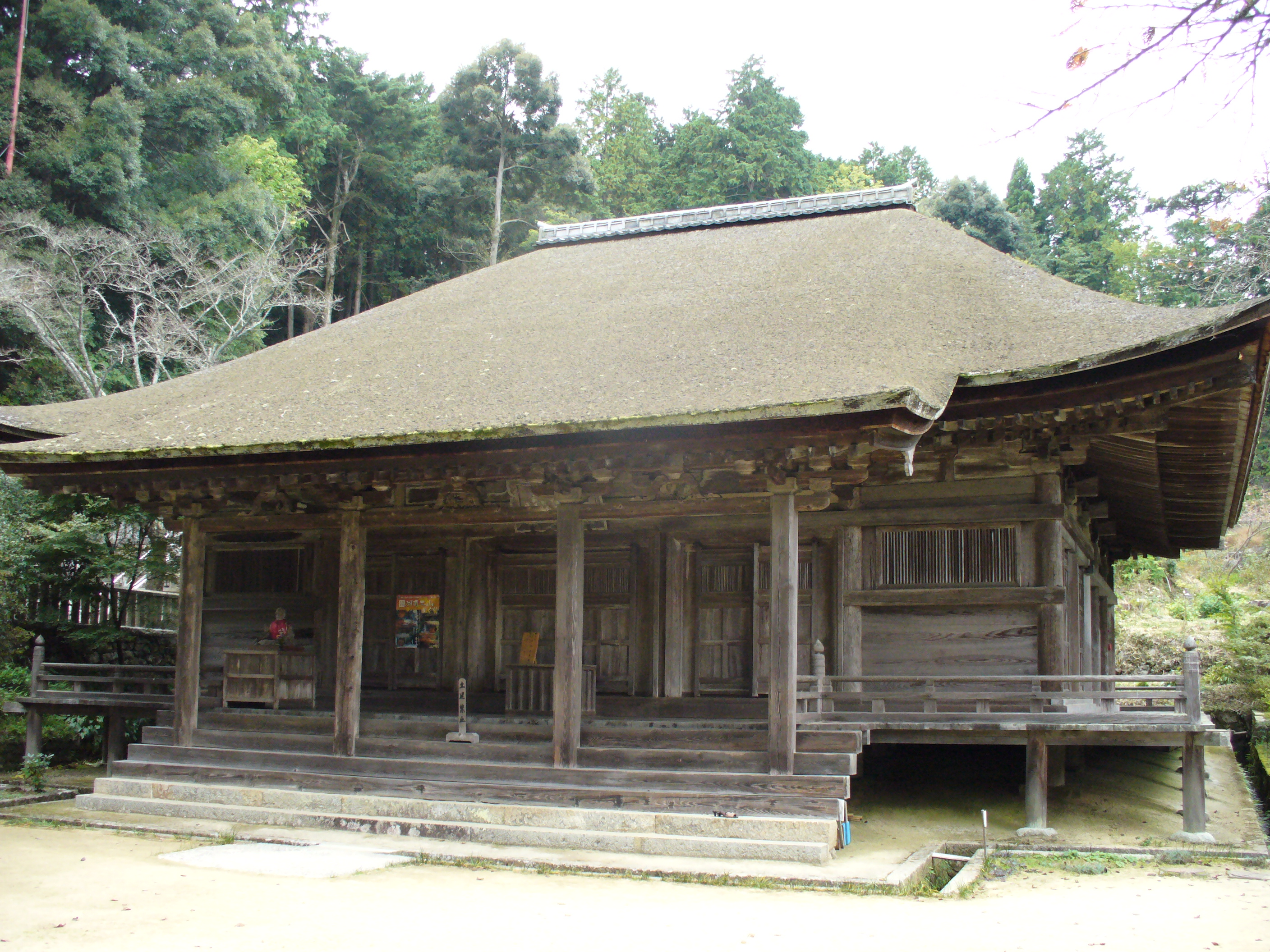
長壽寺本堂
長樂寺本堂與三重塔

## 姊妹、友好城市

### 日本
- 比布町（北海道）
1895年有約45戶居民自下田村（現在的下田地區（日语：下田 (湖南市)））前往北海道旭川周邊的比布原野開墾，後來也組成為現在的比布町，1994年比布町開始與當時前往開拓居民的原居住地各行政區劃交流，因而在1998年與甲西町（日语：甲西町）締結友好交流協定，2004年甲西町合併為湖南市後，繼續與比布町簽訂友好交流協定。
- 北榮町（鳥取縣）
北榮町為動漫畫「名探偵柯南」作者青山剛昌的出身地，近年也以「名探偵柯南」作為觀光宣傳的主題；而湖南市的發音同樣為「Konan」，因而兩地以此契機開始交流，並於2011年締結為友好城市。

### 海外
- 圣约翰斯（美国密歇根州）

## 外部連結
- （日語） 湖南市政府的Facebook專頁
- （日語） YouTube上的湖南市官方頻道頻道
- （日語） 湖南市觀光指引 （页面存档备份，存于）